# Joachim Holbek
Joachim Holbek (* 12. November 1957 in Kongens Lyngby, Dänemark) ist ein dänischer Komponist.

## Leben
Joachim Holbek ist der Sohn der Schauspielerin Hanne Holbek (1933–2011). Seine Mutter heiratete 1962 den Schriftsteller Aksel Sandemose und zog mit der Familie nach Norwegen, sodass die Familie dort in Søndeled aufwuchs. Nachdem Sandemose 1965 verstorben war, heiratete seine Mutter den Journalisten Odd Hjorth-Sørensen (1918–1973). Seine ältere Schwester, die Filmemacherin Cæcilia Holbek Trier, war von 1987 bis 1996 mit Lars von Trier verheiratet. Seine Schwester Ursula Holbek ist ebenfalls als Schauspielerin tätig. Während seiner Jugend zog er nach Kopenhagen, wo er als Schlagzeuger begann in unterschiedlichen Rock und Jazz-Bands zu spielen. Nach einigen Jahren begann er neben seiner Musikertätigkeit auch als Lehrer zu arbeiten, sodass er Beziehungen zum Tanztheater aufbaute, die ihm ermöglichten, zum ersten Mal für Theaterstücke und Tanzvorstellungen zu komponieren.
Als Schwager des Filmemachers Lars von Trier erhielt er 1988 die Möglichkeit mit einer von ihm komponierten Filmmusik zu dessen Drama Medea als Filmkomponist zu debütieren. Mit Europa und Freeze – Alptraum Nachtwache folgten weitere gemeinsame Projekte. Bis 1999 wurde Holbek vier Mal mit dem renommierten Filmpreis Robert für die Beste Filmmusik ausgezeichnet. Eine Nominierung für den Europäischen Filmpreis 2005 als Bester Komponist erhielt er für seine Musik an von Triers Drama Manderlay.

## Filmografie (Auswahl)
- 1988: Medea
- 1991: Europa
- 1992: Russian Pizza Blues
- 1994–1997: Hospital der Geister (Riget, Fernsehserie, 11 Folgen)
- 1994: Nightwatch – Nachtwache (Nattevagten)
- 1997: Freeze – Alptraum Nachtwache (Nightwatch)
- 1997: Wenn der Postmann gar nicht klingelt  (Budbringeren)
- 2001: Null Bock auf Landluft (Send mere slik)
- 2002: Wilbur Wants to Kill Himself (Wilbur begår selvmord)
- 2005: Manderlay
- 2007: Bedingungslos (Kærlighed på film)
- 2013: Eskil & Trinidad – Eine Reise ins Paradies (Eskil & Trinidad)
- 2013: Zeit der Helden (Fernsehserie, neun Folgen)
- 2017: Small Town Killers